# Dick Turpin

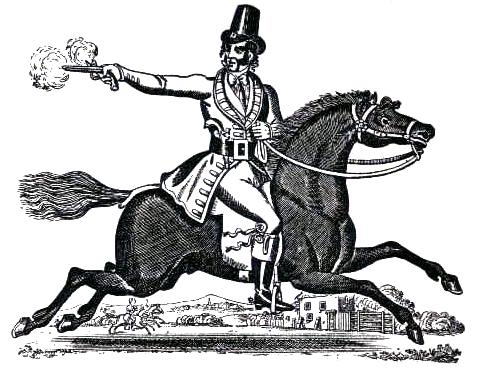
Dick Turpin (illustration från 1800-talet).

Richard "Dick" Turpin, född cirka 1705 (döpt 21 september 1705) i Hempstead i Essex, död 7 april 1739 i Knavesmire i York, var en engelsk stråtrövare vars minne som heroisk figur levde kvar i muntligt återgivna historier långt in på 1800-talet. Enligt kriminalhistoriker Peter Linebaugh spreds legender om Turpin så långt som till tasmanska och andra australiska straffkolonier.
Han var son till John Turpin, en småbrukare och under en period värd på The Crown Inn. Enligt vissa sägner föddes Turpin i Thackstead, enligt andra i Hempstead. Som ung tjänade Dick förmodligen som lärling på ett slakteri i Whitechapel, då han betedde sig illa och vårdslöst. När hans lärlingstid var över öppnade han ett eget slakteri och stal får, lamm och nötkreatur. När han greps på bar gärning för stöld av två oxar flydde han ut på landsbygden i Essex, varefter han försökte leva som smugglare. 
Många sägner återger Dick Turpin som en ensam stråtrövare, men de flesta av hans brott inträffade när han var medlem i det kriminella gänget Gregorius Gang. Andra medlemmar i gänget var Thomas Barnfield, Mary Brazier, John Fielder, Jasper Gregory, Jeremy Gregory, Samuel Gregory, Herbert Haines, John Jones, James Parkinson, Joseph Rose, Thomas Rowden, Ned Rust, William Saunders, Richard Turpin, Humphry Walker och John Wheeler.

## Historier

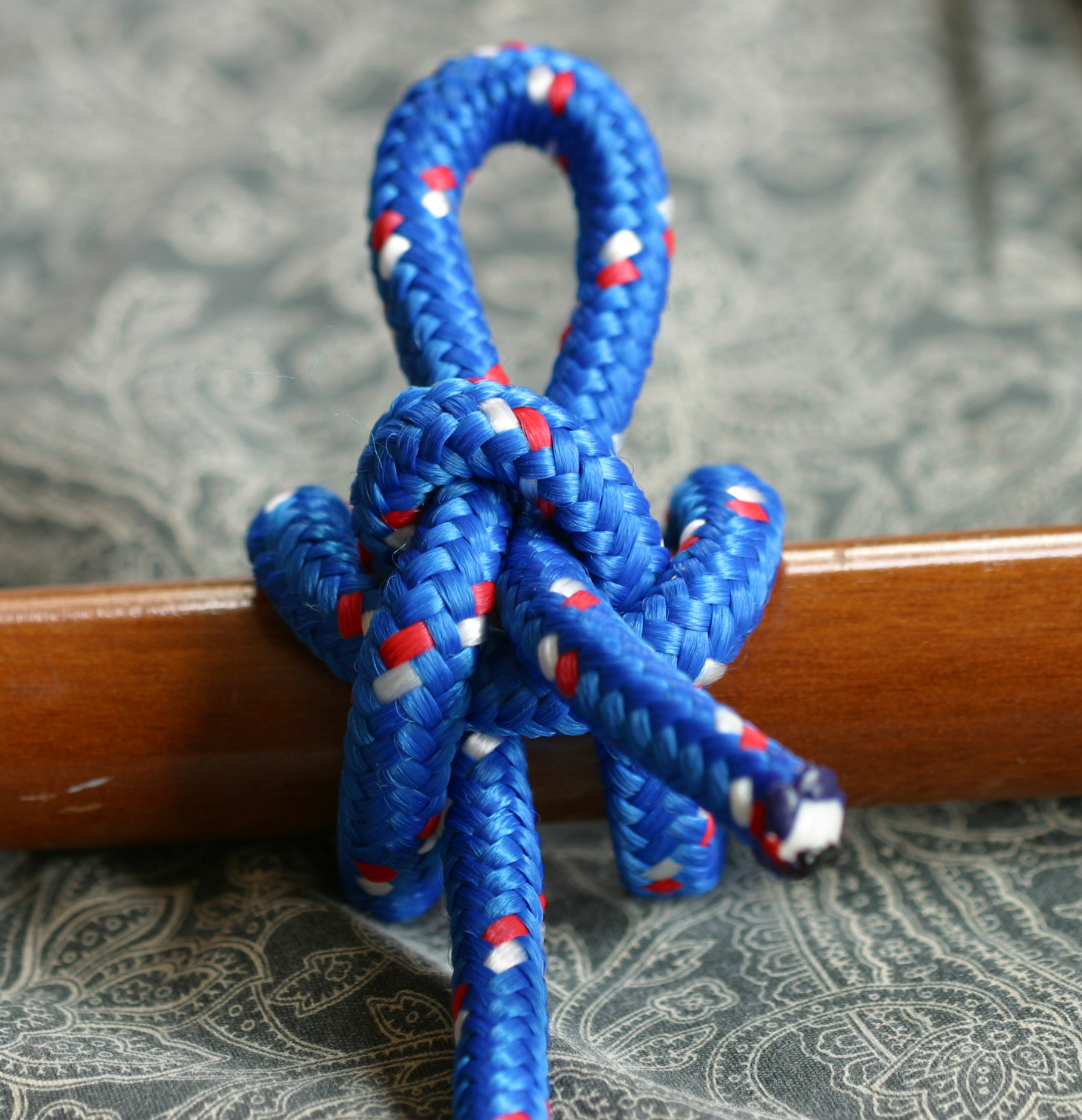
Smugglarstek, även känd som "Dick Turpins knop". Genom att dra i den lösa tampen lossnar hela knopen utan att repet är snott runt stolpen eller räcket.

Turpin och hans gäng överföll bondgårdar där de terroriserade och torterade kvinnor tills de överlämnade sina värdesaker. En typisk attack ägde rum på Loughton i Essex, där Turpin hade hört talas om en gammal änka som sades ha 700 pund i huset. När kvinnan vägrade samarbeta med Turpin hotade han att släppa henne över den öppna brasan, varpå kvinnan berättade var pengarna fanns. Att råna avlägsna bondgårdar var gängets specialitet, och mot slutet av sin brottsliga karriär blev Turpin inblandad i vägrån.
1735 tryckte The London Evening Post regelbundet historier om Turpin och hans gäng. Kungen satte till slut en belöning på 50 pund för att få fast gänget. Så småningom lyckades lokala konstaplar fånga två gängmedlemmar, medan Turpin lyckades komma undan genom att hoppa ut genom ett fönster.
Gänget bröt upp samma år och Turpin slog sig istället ihop med Tom Well, även han känd stråtrövare. Han råkade dock döda Well när han skulle skjuta en polis.
Efter att ha blivit tvungen att gömma sig i Epping Forest insåg Turpin att han inte längre kunde undvika att bli tillfångatagen inom Londons gränser. Han flyttade därför till Yorkshire där han bytte namn till John Palmer och finansierade sin livsstil genom utflykter till Lincolnshire där han begick boskapsstöld varvat med ett och annat rån. Myndigheterna kom Turpin på spåren en dag då han återvände från en misslyckad jakt och istället sköt sin hyresvärds tupp. Hyresvärden blev upprörd och klagade på honom, varpå Turpin hotade att döda hyresvärden också. Turpin fängslades efter att lokala myndigheterna gjort förfrågningar om hur Mr. Palmer fått sina pengar. Hans stölder av hästar och får i Lincolnshire uppmärksammades och Turpin fick vänta i fängelsehålan i York Castle medan dessa uppgifter undersöktes.

## Turpins död
Turpin dömdes till döden. Hans far föreslog att Turpin skulle bli utvisad istället, men hans önskan hörsammades inte. I väntan på avrättningen köpte Turpin nya kläder och skor samt hyrde fem sörjare för 10 shillings var. Den 7 april 1739 red Dick Turpin genom Yorks gator i en öppen vagn. 
På Yorks kapplöpningsbana klättrade han upp på stegen till galgen och satt i en halvtimme och pratade med vakterna och bödeln. Ett vittne till Turpins avrättning berättade att han med oförskräckt mod hade sett sig omkring och efter att ha talat några ord med bödeln hade han kastat sig av stegen. Turpin avled inom fem minuter.